# John Gotti
John Joseph Gotti, Jr. (ngày 27 tháng 10 năm 1940 - 10 tháng 6 năm 2002) là một tội phạm người Mỹ, đứng đầu gia đình tội phạm Gambino ở thành phố New York. Gotti và các anh em lớn lên trong nghèo đói và đã làm những việc phạm pháp khi còn trẻ. Gotti nhanh chóng nổi bật, trở thành một trong những người kiếm tiền nhiều nhất trong gia đình tội phạm và được bảo trợ của trùm (underboss) Aniello Dellacroce thuộc gia đình Gambino, hoạt động trong vùng lân cận Vườn Ozone của Queens.
FBI truy tố các thành viên của nhóm Gotti tội bán ma túy, và Gotti đã tận dụng sự phát triển bất đồng chính kiến về sự lãnh đạo của gia đình tội phạm. Gotti sợ rằng ông sẽ bị giết chết cùng với em trai mình và những người bạn thân nhất bởi chúa trùm (boss) gia đình tội phạm Gambino, Paul Castellano, vì bán ma túy, vì vậy ông đã tổ chức giết Castellano vào tháng 12 năm 1985 và đã lên làm chúa trùm gia đình này ngay sau đó. Gotti từ đó trở thành chúa trùm của một trong những gia đình tội phạm hùng mạnh nhất ở Mỹ, một gia đình kiếm được hàng trăm triệu đô la một năm từ ngành xây dựng, chiếm quyền điều khiển, cho vay nặng lãi, cờ bạc, tống tiền, và các hoạt động tội phạm khác.
Gotti là một trong những tên trùm tội phạm có thế lực nhất trong thời đại của ông và được biết đến rộng rãi do tính cách thẳng thắn và phong cách khoa trương của ông, đem lại cho ông thiện cảm của nhiều công chúng nói chung. Đồng nghiệp của ông thì trái lại tránh gây sự chú ý, đặc biệt là từ các phương tiện truyền thông, nhưng Gotti trở nên nổi tiếng như "The Dapper Don" vì quần áo đắt tiền và nhân cách trước màn ảnh truyền hình. Sau đó, ông đã được đặt cho biệt danh "The Teflon Don" sau ba lần ra tòa trong thập niên 1980 mà được tha bổng, mặc dù sau này được tiết lộ rằng các phiên tòa đã bị gian lận bằng cách đút lót bồi thẩm đoàn, thông gian với bồi thẩm viên, và hăm dọa nhân chứng. Cơ quan thực thi pháp luật tuy nhiên tiếp tục thu thập chứng cớ chống lại Gotti đã giúp dẫn đến sự sụp đổ của ông.
Trùm (underboss) Salvatore "Sammy Bull" Gravano của Gotti đã có công trong sự thành công của FBI mà cuối cùng cũng kết án được Gotti. Năm 1991, Gravano đã đồng ý làm chứng trong việc truy tố chống lại Gotti sau khi nghe Gotti trong băng nghe trộm điện thoại đã có một số nhận xét miệc thị Gravano mà làm cả hai dính vào một số vụ giết người. Năm 1992, Gotti đã bị kết án năm vụ giết người, âm mưu giết người, đòi tiền bảo kê, cản trở công lý, cờ bạc bất hợp pháp, tống tiền, trốn thuế, và cho mượn tiền giá cắt cổ. Ông bị kết án tù chung thân không có được điều kiện để được thả sớm và được chuyển tới trại tù liên bang USP Marion. Gotti chết vì ung thư cổ họng ngày 10 tháng 6 năm 2002, tại Trung tâm Y tế Hoa Kỳ cho tù nhân liên bang ở Springfield, Missouri.
Theo cựu chúa trùm gia đình tội phạm Lucchese, Anthony "Gaspipe" Casso, "John Gotti là sự khởi đầu cho sự kết thúc của "Cosa Nostra Hoa Kỳ".

## Cuộc sống ban đầu
John Gotti sinh ra tại South Bronx vào ngày 27 tháng 10 năm 1940. Trong khi cha mẹ của anh đều sinh ra ở Mỹ, tổ tiên của ông đến từ San Giuseppe Vesuviano, thuộc tỉnh Napoli.. Ông là người thứ năm trong số mười ba con của John Joseph Gotti, Sr. và vợ, John Sr. Philomena (gọi tắt là Fannie), và là một trong năm anh em, trở thành thành viên gia đình Gambino: Eugene "Gene" Gotti bắt đầu trước John do John bị tống giam, Peter Gotti tham gia dưới sự lãnh đạo của John vào năm 1988, và Richard V. Gotti đã được xác định là một trưởng nhóm (capo) vào năm 2002. Người thứ năm, Vincent, bắt đầu vào năm 2002.
Gotti lớn lên trong nghèo đói. Cha ông làm việc không thường xuyên, đi làm như một người lao động kiếm việc mỗi ngày và đam mê cờ bạc. Khi trưởng thành, John Gotti oán giận cha mình vì đã không thể nuôi sống gia đình ông. Ở trường, Gotti đã có thành tích trốn học và bắt nạt các học sinh khác, và cuối cùng đã bỏ học ở tuổi 16.
Gotti đã tham gia vào các băng nhóm đường phố có liên hệ với mafia ở thành phố New York từ lúc 12 tuổi. Khi ông 14 tuổi, ông đã tìm cách ăn cắp một máy trộn xi măng từ một công trường xây dựng, nhưng nó đã rơi, nghiền ngón chân của ông; vết thương này làm ông bị khập khễnh vĩnh viễn. Sau khi rời trường học, ông dành hết thời gian của mình để làm việc với băng đảng cũng có liên hệ với Mafia, Fulton-Rockaway, nơi ông gặp và kết bạn với Angelo Ruggiero và Wilfred "Willie Boy" Johnson, hai người mà sau này cũng trở thành thành viên của gia đình Gambino.
Gotti đã gặp người vợ tương lai của mình, Victoria DiGiorgio, vào năm 1958. Họ có đứa con đầu tiên vào tháng 4 năm 1961, một người con gái tên là Angel, và đã kết hôn vào ngày 06 tháng 3 năm 1962. Họ có thêm bốn trẻ em: một người con gái (Victoria) và ba người con trai (John, Frank (sinh 18 Tháng 10 1967, chết 18 Tháng Ba năm 1980), và Peter..). Gotti đã cố gắng để làm việc hợp pháp vào năm 1962 như là một người cai thợ trong một nhà máy sản xuất áo khoác và là một tài xế phụ xe vận tải. Tuy nhiên, ông không thể giữ mình không phạm tội, và vào năm 1966, đã bị bỏ tù hai lần.

## Gia đình tội phạm Gambino

### Cộng tác
Ngay từ tuổi thiếu niên, Gotti là chạy việc vặt cho Carmine Fatico, một capo trong gia đình tội phạm Anastasia mà đã trở thành gia đình Gambino sau vụ ám sát chúa trùm Albert Anastasia. Gotti thi hành vụ cướp xe tải tại phi trường Idlewild (sau đó đổi tên thành John F. Kennedy Sân bay quốc tế) cùng với anh trai của ông Gene và người bạn Ruggiero. Trong thời gian này, Gotti kết bạn với không tặc và chúa trùm tương lai gia đình Bonanno, Joseph Massino, và ông được đặt cho biệt hiệu "Black John" và "Crazy Horse". Nó cũng là khoảng thời gian mà Gotti gặp Trùm Gambino Aniello "Neil" Dellacroce.
Vào tháng 2 năm 1968, nhân viên United Airlines đã nhận diện Gotti là người đã ký nhận hàng hóa bị đánh cắp; FBI đã bắt giữ ông ngay sau đó. Gotti bị bắt lần thứ ba trong khi tại ngoại hai tháng sau đó, lần này vì tội ăn cắp một trọng tải thuốc lá trị giá $ 50.000 tại New Jersey Turnpike. Cuối năm đó, Gotti đã nhận tội ăn cắp hàng của Northwest Airlines và bị kết án ba năm tù tại Lewisburg Federal Penitentiary. Các công tố viên bỏ tội đánh cắp thuốc lá. Gotti cũng đã nhận tội đánh cắp tại United Airlines và bị tù ít hơn 3 năm.
Gotti và Ruggiero đã được ân xá vào năm 1972 và trở về nhóm cũ của họ tại Bergin Hunt và Fish Club, vẫn làm việc dưới nhóm trưởng Carmine Fatico. Gotti đã được giao cho quản lý cờ bạc bất hợp pháp của nhóm Bergin, nơi mà ông đã chứng tỏ mình là một người làm việc có hiệu quả. Fatico đã bị truy tố về cho vay cắt cổ trong năm 1972. Như là một điều kiện để được thả, ông không thể liên hệ với các tội phạm được biết đến. Gotti chưa phải là một thành viên mafia do sổ thành viên đã ngưng nhận từ năm 1957, nhưng Fatico đã phong ông đại diện cho capo nhóm Bergin ngay sau khi ông được thả ra. Trong vai trò mới này, Gotti thường xuyên đi đến trụ sở Dellacroce tại câu lạc bộ xã hội Ravenite để tường trình cho ông trùm này về hoạt động của nhóm. Dellacroce đã ưa thích Gotti, và hai người trở nên gần gũi hơn trong thời gian này. Hai người rất giống nhau, cả hai đã có máu bạo lực mạnh mẽ, chưởi rủa rất nhiều, và là con bạc nặng.
Cháu trai của Carlo Gambino, Emanuel Gambino, bị bắt cóc và bị giết vào năm 1973, và John Gotti đã được giao cho đội hành quyết cùng với Ruggiero và Ralph Galione cho nghi phạm chính, một nhân vật xã hội đen gốc Irland, James McBratney. Đội này thất bại trong dự tính bắt cóc McBratney tại quán nước Staten Island, và Galione bắn McBratney chết khi đồng bọn ông này cản trở ông. Gotti bị nhận diện bởi nhân chứng mà là một người thuộc cảnh sát và đã bị bắt vì tội giết người vào tháng 6 năm 1974. Ông tuy nhiên đã thỏa hiệp với công tố viên, với sự giúp đỡ của luật sư Roy Cohn, và chỉ bị 4 năm tù cho tội ngộ sát vì đã tham dự vào cuộc giết người.
Sau cái chết của Gotti, ông cũng đã được xác nhận bởi Joseph Massino là kẻ giết Vito Borelli, một người cộng tác với gia đình Gambino, vào năm 1975 vì đã xúc phạm Paul Castellano.

### Trưởng nhóm
Gotti đã được thả ra vào tháng 7 năm 1977 sau hai năm tù giam. Ông sau đó đã được nhận vào gia đình Gambino, bây giờ dưới sự chỉ huy của Paul Castellano, và ngay lập tức được thăng tiến để thay thế Fatico trong chức capo của nhóm Bergin. Ông và nhóm của ông được báo cáo trực tiếp cho Dellacroce như là một phần của những nhượng bộ bởi Castellano để giữ Dellacroce như là underboss, và Gotti được coi là người được Dellacroce bảo trợ.
Dưới sự điều hành của Gotti, nhóm Bergin là nhóm có thu hoạch lớn nhất của đội Dellacroce. Ngoài việc lấy bớt các khoản thu nhập của thuộc hạ của mình, Gotti còn cho vay nặng lãi riêng và có một chức vụ giả là một nhân viên bán hàng cung cấp vật liệu ống dẫn nước. Một nguồn tin cáo buộc không được xác nhận của những người cung cấp tin tức cho FBI từ trong hội Bergin Hunt và Fish Club cho là Gotti cũng tài trợ cho việc buôn ván ma túy.
Gotti cố gắng để giữ cho hầu hết những người thuộc gia đình không liên quan với cuộc đời tội phạm của mình, với sự ngoại lệ là con trai ông, John Angelo Gotti, thường được gọi là John Gotti Jr., mà bắt đầu cộng tác với tổ chức tội phạm vào năm 1982.
Trong tháng 12 năm 1978, Gotti hỗ trợ vụ cướp tiền mặt không lấy lại được lớn nhất trong lịch sử, Vụ Lufthansa Heist khét tiếng tại sân bay Kennedy. Gotti đã sắp xếp để ép nát chiếc xe van được dùng để chạy trốn và liệng vào khu chứa sắt vụn ở Brooklyn, New York. Người lái xe đã không làm theo chỉ thị; thay vì lái xe đến bãi phế liệu, ông đậu nó gần một cột nước cứu hỏa và đi ngủ tại căn hộ của bạn gái mình. Cảnh sát New York đã khám phá ra chiếc xe này và tìm ra được dấu tay của một số thủ phạm vụ cướp, giúp làm sáng tỏ những tội phạm vụ Lufthansa.
Ngày 18 Tháng 3 năm 1980, con trai út của Gotti, Frank Gotti 12 tuổi, đã bị cán chết khi chạy trên chiếc xe đạp của một người bạn của gia đình bởi một người hàng xóm tên là John Favara. Cái chết của Frank đã được xem là một tai nạn, nhưng Favara sau đó đã bị dọa giết và bị tấn công bởi Victoria Gotti với một cây gậy bóng chày khi ông đến thăm gia đình Gotti để xin lỗi. Ngày 28 tháng 7 năm 1980, ông bị bắt cóc và biến mất, có lẽ là bị giết chết. Những người trong gia đình Gotti đã đi nghỉ hè tại Florida vào thời điểm đó, nhưng John Gotti vẫn bị cho là đã ra lệnh giết chết, một lời cáo buộc được coi là có thể xảy ra bởi John, Jr., nhưng bị phủ nhận bởi cô con gái Victoria.
Gotti đã bị truy tố hai lần trong hai năm cuối cùng với chức Bergin Capo, cả hai trường hợp được đưa ra xét xử sau khi ông thăng tiến lên làm chúa trùm Gambino. Vào tháng 9 năm 1984, Gotti đã ẩu đả với thợ sửa tủ lạnh Romual Piecyk, và sau đó đã bị buộc tội tấn công và cướp tài sản. [ Năm 1985, ông cũng bị truy tố cùng Dellacroce và một số thành viên nhóm Bergin trong một trường hợp đòi bảo kê bởi công tố viên Diane Giacalone. Bản cáo trạng cũng tiết lộ rằng người bạn của Gotti, "Willie Boy" Johnson, một trong những bị cáo, là một người cung cấp tin cho FBI.

### Tiếp quản gia đình Gambino
Gotti nhanh chóng trở nên không hài lòng với sự lãnh đạo của Paul Castellano, cho là chúa trùm mới quá cách biệt và tham lam. Giống như các thành viên khác trong gia đình, bản thân Gotti cũng không thích Castellano. Castellano thiếu kinh nghiệm đường phố, và những người đã trả tiền lệ phí cho ông làm việc cấp đường phố đã không tôn trọng ông ta. Gotti cũng có vấn đề về lợi ích kinh tế; ông tức bực với Castellano về phần ông được chia từ vụ cướp tại sân bay JFK. Gotti cũng bị đồn đại đang mở rộng sang buôn bán ma túy, một hoạt động mang lại rất nhiều tiền mà Castellano đã cấm.
Vào tháng 8 năm 1983, Ruggiero và Gene Gotti đã bị bắt giữ vì buôn bán heroin, dựa chủ yếu vào các bản thâu âm từ một dụng cụ nghe lén đặt trong nhà Ruggiero. Castellano, người đã ra lệnh cấm các thành viên trong gia đình của mình buôn bán ma túy bằng đe dọa sẽ hành quyết những ai vi phạm, đòi một bảng sao của các băng thu, và khi Ruggiero từ chối anh ta đe dọa sẽ giáng chức Gotti.
Năm 1984, Castellano đã bị bắt và bị truy tố trong vụ RICO cho những tội phạm của nhóm thuộc thành viên hành quyết (hitman) Gambino, Roy DeMeo  Năm sau, ông đã nhận được một bản cáo trạng thứ hai về vai trò của mình trong Ủy ban Mafia Hoa Kỳ. Đối đầu với án tù chung thân cho cả hai trường hợp, Castellano sắp xếp cho John Gotti để làm việc như là chúa trùm gia đình bên cạnh Thomas Bilotti, capo Castellano yêu thích, và Thomas Gambino trong thời gian ông vắng mặt. Gotti, trong khi đó, đã bắt đầu âm mưu với các capos bất mãn, Frank DeCicco và Joseph "Joe Piney" Armone và các binh lính, Sammy Gravano và Robert "DIB" DiBernardo (họ tự gọi là "the Fist" (quả đấm)) để lật đổ Castellano, khẳng định, mặc dù Castellano không hành động gì cả, là Castellano cuối cùng sẽ tìm cách để giết mình. Sự ủng hộ của Armone là quan trọng; một thành viên của gia đình trong hơn nửa thế kỷ, ông sẽ làm cho người ta tin là lý do đưa đến âm mưu là chính đáng.
Từ lâu đã có một quy tắc chặt chẽ trong các gia đình Mafia Mỹ không cho phép giết chết chúa trùm của một gia đình trừ khi việc đó được hỗ trợ bởi đa số trong Ủy ban Mafia. Thật vậy, kế hoạch hành quyết của Gotti là cuộc hành quyết một chúa trùm đầu tiên được biết đến kể từ khi Frank Costello suýt bị giết chết vào năm 1957. Gotti biết rằng nó sẽ là quá mạo hiểm để nhận được sự ủng hộ của bốn chúa trùm khác, vì họ đã có mối quan hệ lâu dài với Castellano. Để làm được việc này, ông đã kiếm sự hỗ trợ từ một số nhân vật quan trọng trong thế hệ của mình trong gia đình Lucchese, Colombo và Bonanno. Ông thậm chí không xem xét tiếp cận gia đình Genovese; Castellano có mối quan hệ đặc biệt thân thiết với chúa trùm Genovese Vincent "Chin" Gigante, và tiếp cận bất kỳ nhân vật quan trọng nào của gia đình Genovese có thể là một dấu hiệu gây nghi ngờ. Gotti do đó có thể nói rằng anh đã có sự hỗ trợ của những liên hệ không chính thức từ ba trong số năm gia đình. Ông cũng có thể tính tới sự đồng lõa của cố vấn (Consigliere) gia đình Gambino, Joseph N. Gallo.
Sau khi Dellacroce chết vì ung thư vào ngày 02 tháng 12 năm 1985, Castellano điều chỉnh kế hoạch kế nhiệm ông: Ông bổ nhiệm Bilotti làm underboss chỉ để Thomas Gambino làm boss đương nhiệm duy nhất đại diện ông, trong khi lập kế hoạch để làm tan rã nhóm Gotti. Tức giận bởi điều này, cùng với sự từ chối của Castellano tham dự buổi tiễn đưa Dellacroce, Gotti quyết tâm giết chúa trùm của mình.
DeCicco hé lộ cho Gotti biết, ông ta sẽ có một cuộc họp với Castellano và một số thành viên Gambino khác tại Sparks Steak House vào ngày 16 tháng 12 năm 1985, và Gotti đã nắm lấy cơ hội. Vào buổi tối của cuộc họp, khi chúa trùm và underboss đến nơi, họ bị phục kích và bắn chết bởi sát thủ theo lệnh của Gotti. Gotti theo dõi cuộc hành quyết từ chiếc xe của mình với Gravano.
Vài ngày sau cuộc ám sát, Gotti đã được chỉ định vào một ủy ban ba người để tạm thời điều khiển gia đình trong khi chờ cuộc bầu cử một chúa trùm mới, cùng với Gallo và DeCicco. Họ cũng thông báo rằng một cuộc điều tra nội bộ về vụ ám sát Castellano đang được thực hiện. Tuy nhiên, đây là một bí mật mà ai cũng biết, Gotti trên thực tế là kẻ nắm quyền mới, và gần như tất cả các capos của gia đình đều biết ông là kẻ đứng sau vụ ám sát. Ông chính thức được tôn làm chúa trùm mới của gia đình Gambino tại một cuộc họp gồm 20 capos tổ chức vào ngày 15 tháng 1 năm 1986. Gotti bổ nhiệm người đồng loã DeCicco làm underboss mới trong khi giữ Gallo làm cố vấn.

## Chúa trùm Gambino
Được xác định vừa có lẽ là kẻ ra lệnh giết Paul Castellano cũng như là người thay thế ông ta, John Gotti đã nổi danh suốt năm 1986. Vào thời điểm ông tiếp quản, gia đình Gambino được coi là gia đình mafia Mỹ có thế lực nhất, với thu nhập hàng năm là $ 500 triệu. Trong cuốn sách Underboss, Gravano ước tính rằng riêng mình Gotti đã có thu nhập hàng năm không dưới 5 triệu $ trong những năm ông làm xếp, và có nhiều khả năng số thu nhập đó từ 10 cho tới $ 12 triệu.
Để bảo vệ mình về pháp lý, Gotti cấm các thành viên của gia đình Gambino thừa nhận sự tồn tại của tổ chức để được giảm án tù.
Gotti duy trì một ấn tượng vui tính tốt bụng trong một nỗ lực để giảm nhẹ các tin tức báo chí miêu tả ông như một tên cướp tàn nhẫn. Ông được tường thuật đã cung cấp cà phê cho các nhân viên FBI được giao nhiệm vụ theo dõi ông.

### "The Teflon Don"
Danh tiếng mới của Gotti ít nhất có một tác động tích cực; khi nghề nghiệp của kẻ tấn công ông được tiết lộ cùng với các tường thuật ông bị đe dọa bởi các thành viên gia đình Gambino, Romual Piecyk quyết định không làm chứng chống lại Gotti, và khi phiên tòa bắt đầu tháng 3 năm 1986, ông làm chứng, nói là không thể nhớ được ai đã tấn công mình. Vụ án này do đó đã bị hủy bỏ ngay, tờ báo New York Post tóm tắt diễn tiến tố tụng với tiêu đề "Tôi Forgotti!"  Sau này nó được tiết lộ rằng các côn đồ Gambino đã cắt đứt ống phanh xe của Piecyk, gọi điện thoại đe dọa và theo đuổi ông ta trước khi xét xử.
Ngày 13 tháng tư 1986, DiCicco đã thiệt mạng khi chiếc xe của ông bị đánh bom sau chuyến viếng thăm người trung thành với Castellano, James Failla. Vụ đánh bom đã được thực hiện bởi Victor Amuso và Anthony Casso của gia đình Lucchese, theo lệnh của ông trùm Gigante và Lucchese, Anthony Corallo, để trả thù cho Castellano và Bilotti bằng cách giết chết người kế nhiệm ông; Gotti cũng định đến thăm Failla ngày hôm đó, nhưng hủy bỏ, và các quả bom đã phát nổ sau khi một người lính đi xe với DeCicco bị nhầm lẫn là ông trùm Gambino. Bom từ lâu đã bị cấm sử dụng bởi Mafia Mỹ vì lo sợ rằng nó sẽ gây thương tích cho những người vô tội, làm cho phe Gambino ban đầu nghi ngờ rằng Zips (mafia Sicilia hoạt động tại Hoa Kỳ) đứng đằng sau vụ đánh bom này; Zips rất nổi tiếng sử dụng bom.
Sau vụ đánh bom, thẩm phán Eugene Nickerson, chủ trì vụ án đòi bảo kê của Gotti, dời nó lại để tránh bồi thẩm đoàn bị ảnh hưởng bởi việc công bố của công tố viên Giacalone, đã thu hồi đơn tại ngoại của Gotti do có bằng chứng về sự hăm dọa trong vụ Piecyk. Từ nhà tù, Gotti ra lệnh Sammy Gravano hạ sát Robert DiBernardo; cả DiBernardo và Ruggiero đã ganh đua để kế nhiệm Frank DeCicco cho đến khi Ruggiero cáo buộc DiBernardo không thừa nhận quyền lãnh đạo của Gotti. Khi Ruggiero, cũng theo bản cáo trạng, bị thu hồi quyền tại ngoại vì lối ứng xử thô lỗ trong các buổi thẩm vấn sơ bộ. Gotti thất vọng vì thế đã phong Joseph Armone làm underboss.
Việc lựa chọn bồi thẩm đoàn cho vụ đòi bảo kê lại bắt đầu vào tháng 8 năm 1986, với John Gotti phải ra tòa cùng với Gene Gotti, "Willie Boy" Johnson (người, dù đã bị lộ là một người cung cấp tin, từ chối làm chứng cho nhà nước ), Leonard DiMaria, Tony Rampino, Nicholas Corozzo và John Carneglia.
Tại thời điểm này, các Gambinos đã có thể dàn xếp vụ án khi George Pape che giấu tình bạn của ông với ông trùm gia đình Westies, Bosko Radonjich, và được đưa vào danh sách là bồi thẩm viên thứ 11. Qua Radonjich, Pape liên lạc Gravano và đồng ý bán phiếu bầu của mình trong bồi thẩm đoàn với giá $ 60.000.
Trong các tuyên bố vào buổi khai mạc của phiên tòa ngày 25 tháng 9, luật sư bào chữa Gotti, Bruce Cutler phủ nhận sự tồn tại của gia đình tội phạm Gambino và cho là toàn bộ nỗ lực của chính phủ là một việc trả thù cá nhân. Chiến lược bào chữa chính của ông trong việc truy tố là tấn công sự tin cậy của các nhân chứng của Giacalone bằng cách thảo luận về những tội ác của họ đã mắc phạm trước khi làm chứng cho nhà nước. Trong việc bảo chữa cho Gotti, Cutler gọi kẻ cướp ngân hàng Matthew Traynor, một nhân chứng buộc tội, là không đáng tin cậy. Traynor khai, Giacalone hứa tặng anh ma túy và quần lót của bà như là một dụng cụ thủ dâm để đổi lấy lời khai của mình; Cáo buộc Traynor bị bác bỏ bởi quan tòa Nickerson là "hoàn toàn không thể tin được" sau phiên tòa, và sau đó ông bị kết tội khai man trước tòa.
Mặc dù sự bào chữa của Cutler và những chỉ trích về năng lực của công tố, theo những nhà văn chuyên về băng đảng Jerry Capeci và Gene Mustain, khi cuộc bàn cãi của bồi thẩm đoàn bắt đầu, một phần lớn đã ủng hộ kết án Gotti. Tuy nhiên, do hành vi sai trái của Pape, Gotti đã biết ngay từ đầu phiên tòa rằng ông không thể làm gì tệ hơn là một bồi thẩm đoàn mà không thể đưa ra một quyết định phán quyết. Trong cuộc thảo luận, Pape kiên trì đòi trắng án cho đến khi phần còn lại của bồi thẩm đoàn bắt đầu lo sợ cho chính sự an toàn của bản thân họ. Ngày 13 tháng 3 năm 1987, họ tuyên bố trắng án cho Gotti và các bị cáo khác về tất cả các cáo buộc. Năm năm sau Pape bị kết tội cản trở công lý về vai trò của ông trong việc hối lộ  và bị kết án ba năm tù giam.
Trong khi đối mặt với các vụ án Mafia trước đó, đặc biệt là sự thành công của vụ án Ủy ban, việc tha bổng Gotti là một xáo động lớn thêm vào danh tiếng của ông. Các phương tiện truyền thông Mỹ gọi là Gotti "The Teflon Don" ám chỉ đến sự thất bại của bất kỳ các cáo buộc để "dính".

### Tổ chức lại

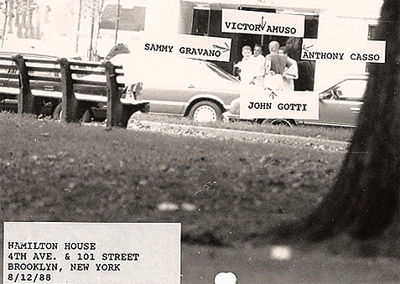
Hình chụp FBI theo dõi Gotti, Gravano, Amuso và Casso

Trong khi Gotti thoát bị kết án, các cộng sự ông không may mắn như vậy. Hai người khác điều hành gia đình Gambino, underboss Armone và cố vấn Gallo, đã bị truy tố về tội đòi bảo kê trong năm 1986 và cả hai đều bị kết án vào tháng 12 năm 1987. Vụ án heroin của cựu thành viên nhóm Bergin Ruggiero và Gene Gotti cũng bắt đầu vào tháng 6 năm đó.
Trước khi họ bị kết tội, Gotti cho phép Gallo về hưu và thăng tiến Sammy Gravano vào vị trí của ông ta trong khi đề cử Frank LoCascio sẽ giữ vai trò underboss tạm thời trong trường hợp Armone bị bỏ tù. Các Gambinos cũng đã làm việc để thỏa hiệp với bồi thẩm đoàn vụ bạch phiến, kết quả là 2 vụ án xử sai. Khi Ruggiero bị bệnh nan y và được thả ra năm 1989, Gotti từ chối liên lạc với ông, đổ trách nhiệm cho ông về những bất hạnh của Gambino. Theo Gravano, Gotti cũng nghĩ tới việc giết Ruggiero và khi ông ta cuối cùng chết, "Tôi đã phải, đúng theo nghĩa đen, kéo anh ta đến dự tang lễ." 
Bắt đầu từ tháng 1 năm 1988, Gotti, không theo lời khuyên của Gravano, đòi các capos của mình gặp ông tại Ravenite Social Club mỗi tuần một lần. Gene Gotti cho đó là một nguy cơ phù phiếm không cần thiết, và theo FBI Tiểu đội trưởng Gambino Bruce Mouw, nó trái ngươc với "xã hội kín". Quyết định này cho phép FBI giám sát để ghi lại và xác định phần lớn hệ thống phân cấp Gambino. Nó cũng cung cấp bằng chứng chi tiết mạnh mẽ rằng Gotti là chúa trùm; giao thức lâu dài trong Mafia đòi hỏi sự phô trương trước công chúng về lòng trung thành với ông chủ. FBI cũng nghe trộm club Ravenite, nhưng không đưa ra được bất kỳ những thu âm có chất lượng cao nào để buộc tội.
1988 cũng chứng kiến Gotti, Gigante và ông trùm mới của Lucchese, Victor Amuso tham dự các cuộc họp của Ủy ban đầu tiên kể từ vụ án Ủy ban. Năm 1986, underboss Lucchese tương lai Anthony Casso đã bị thương trong cuộc hành quyết trái phép của Gambino capo Mickey Paradiso. Năm sau, FBI cảnh báo Gotti họ đã thu âm Consigliere Genovese Louis Manna thảo luận về một cuộc tấn công John và Gene Gotti. Để tránh chiến tranh, các nhà lãnh đạo của ba gia đình đã gặp nhau, chối là không biết gì về bạo động của họ chống lại nhau, và đồng ý sẽ "liên lạc tốt hơn."  Các ông trùm cũng đồng ý cho phép ông trùm đang nắm quyền tạm thời của gia đình Colombo Victor Orena tham gia Ủy ban, nhưng Gigante, lo sợ Gotti sẽ chiếm được đa số khi chấp nhận một đồng minh khác, đã ngăn chặn Joseph Massino, trùm của gia đình Bonanno, vào.
Gotti tuy nhiên vẫn có khả năng kiểm soát gia đình tội phạm DeCavalcante ở New Jersey vào năm 1988. Theo capo DeCavalcante Anthony Rotondo, mà sau này trở thành người cung cấp thông tin, Gotti tham dự lễ thức canh xác chết cha mình với nhiều thành viên Gambino khác trong một "biểu dương lực lượng" và buộc ông trùm John Riggi đồng ý điều hành gia đình của mình trên danh nghĩa của Gambino. Các DeCavalcantes tiếp tục thuộc phạm vi ảnh hưởng của Gambino cho đến khi John Gotti bị bỏ tù.
Con trai của John Gotti Gotti Jr. đã bắt đầu vào gia đình Gambino vào đêm Giáng sinh năm 1988. Theo tên cướp đồng nghiệp Michael DiLeonardo, mà cũng gia nhập cùng đêm, Gravano đã tổ chức buổi lễ để Gotti khỏi bị cáo buộc về gia đình trị. John Jr đã nhanh chóng thăng chức capo.

### Tha bổng tội ra lệnh hành hung
Vào tối ngày 23 Tháng 1 năm 1989, John Gotti đã bị bắt bên ngoài Ravenite và bị buộc tội năm 1986 ra lệnh tấn công viên chức công đoàn John O'Connor. O'Connor, một nhà lãnh đạo địa phương 608 của United Brotherhood of Carpenters and Joiners of America sau này cũng bị kết tội đòi bảo kê, được cho là đã ra lệnh tấn công vào một nhà hàng liên quan với Gambino mà đã làm mất mặt công đoàn và sau đó đã bị bắn và bị thương bởi các Westies. Để liên kết Gotti đến vụ án, các công tố viên nhà nước đã có một bản thu âm của Gotti thảo luận với O'Connor và tuyên bố ý định của mình để " đập ông ta," và lời khai của thành viên Westies James McElroy.
Gotti được tạm tha với tiền thế chân $100.000, và sau đó được tha bổng tại tòa. Sau này, nó được lộ ra là FBI đã thu băng Gotti thảo luận dự định hối lộ bồi thẩm đoàn như ông đã làm trong vụ đòi bảo kê 1986-1987. Tuy nhiên, FBI và các công tố viên liên bang đã quyết định không tiết lộ thông tin này cho họ.

## Kết án 1992
Ngày 11 tháng 12 năm 1990, các nhân viên FBI và thám tử thành phố New York đã đột kích vào câu lạc bộ xã hội Ravenite, bắt giữ Gotti, Gravano và Frank LoCascio. Ở mặt sau của chiếc xe cảnh sát, Gotti đã nhận xét: "Tôi đặt cược với anh 3 ăn 1 là tôi sẽ thắng trận này". Gotti bị buộc tội, trong vụ án tội phạm mới này, với năm vụ giết người (Castellano và Bilotti, Robert DiBernardo, Liborio Milito và Louis Dibono), và âm mưu giết Gaetano "Corky" Vastola, cho mượn tiền lãi cao, cờ bạc bất hợp pháp, cản trở công lý, hối lộ và trốn thuế. Dựa trên băng thu lén FBI tại phiên điều trần trước khi xét xử, nhóm cầm đầu Gambino đã bị từ chối tại ngoại. Đồng thời, luật sư Bruce Cutler và Gerald Shargel đã bị loại không được bào chữa cho Gotti và Gravano, sau khi các công tố viên đấu tranh thành công, cho họ "một phần của các bằng chứng" và do đó có khả năng phải làm nhân chứng. Các công tố viên cho rằng Cutler và Shargel không chỉ biết về các hoạt động tội phạm có thể xảy ra, mà còn làm việc như là "cố vấn nội bộ" cho tổ chức Gambino. Gotti sau đó thuê Albert Krieger, một luật sư Miami người đã làm việc với Joseph Bonanno, để thay thế Cutler.
Các băng thâu cũng tạo ra một sự rạn nứt giữa Gotti và Gravano, cho thấy ông trùm Gambino mô tả underboss mới được bổ nhiệm của mình là quá tham lam và dự định đổ tội cho Gravano là động lực chính đằng sau các vụ hành quyết DiBernardo, Milito và Dibono. Nỗ lực của Gotti để hòa giải không thành, Nó làm cho Gravano không còn mộng tưởng gì với tổ chức này nữa và nghi ngờ về cơ hội của mình chiến thắng trong vụ án này khi không có Shargel, luật sư cũ của mình. Gravano cuối cùng đã lựa chọn làm nhân chứng cho nhà nước, chính thức đồng ý để làm chứng vào ngày 13 tháng 11 năm 1991.
Gotti và LoCascio được xử tại Tòa án Quận Hoa Kỳ cho quận phía Đông của New York bởi Thẩm phán I. Leo Glasser. Việc lựa chọn bồi thẩm đoàn đã bắt đầu vào tháng 1 năm 1992, với một bồi thẩm đoàn vô danh và, lần đầu tiên trong một vụ án liên bang ở Brooklyn, bị hoàn toàn cô lập trong vụ án vì danh tiếng của Gotti hay mua chuộc bồi thẩm đoàn. Vụ án bắt đầu với các công tố viên phát biểu khai mạc vào ngày 12 tháng 2; công tố viên Andrew Maloney và John Gleeson bắt đầu vụ án, cho nghe băng thâu Gotti thảo luận về công việc gia đình tội phạm Gambino, kể cả các vụ ám sát mà ông ta cho phép, và chứng nhận sự thù địch giữa Gotti và Castellano là động cơ ông ta cho giết ông trùm của mình. Sau khi gọi nhân chứng của vụ ám sát Sparks mà nhận diện đàn em của Gotti John Carneglia, là một trong những đã bắn chết Bilotti, sau đó họ đã đưa Gravano ra để xác nhận vào ngày 2 tháng 3.
Trước tòa, Gravano xác nhận vai trò Gotti trong cấu trúc của gia đình Gambino, mô tả chi tiết âm mưu ám sát Castellano và đã đưa ra một giải thích đầy đủ về vụ ám sát và hậu quả của nó. Krieger, và luật sư của Locasio, Anthony Cardinale, trong cuộc tra hỏi cho thấy là họ không thể làm lay chuyển những lời khai của Gravano. Sau lời khai bổ sung và nghe băng thâu, chính phủ tạm ngưng vụ án vào ngày 24.
Năm trong số 6 nhân chứng, Krieger và Cardinale định mời bị cho là không liên quan hoặc không dính dáng tới vụ án, chỉ còn lại luật sư thuế của Gotti, Murray Appleman để làm chứng cho ông. Phía biện hộ cũng không thành công trong cố gắng để tòa phán đó là một ngộ phán dựa trên phát biểu bế mạc của Maloney. Gotti càng ngày càng tỏ thái độ chống đối trong phiên tòa, có lúc Glasser đe dọa đưa ông ta ra khỏi phòng xử án. Trong những lúc giận dữ, có khi Gotti gọi Gravano là một junkie (kẻ nghiện thuốc) trong khi luật sư của ông đã tìm cách thảo luận về quá khứ sử dụng thuốc kích thích của Gravano.